# Argyrolepidia aurea
Argyrolepidia aurea är en fjärilsart som beskrevs av Jordan 1903. Argyrolepidia aurea ingår i släktet Argyrolepidia och familjen nattflyn. Inga underarter finns listade i Catalogue of Life.